# Matelea camiloana
Matelea camiloana är en oleanderväxtart som beskrevs av G. Morillo. Matelea camiloana ingår i släktet Matelea och familjen oleanderväxter. Inga underarter finns listade i Catalogue of Life.